# Pancrazio De Pasquale
Pancrazio De Pasquale, né à Giardini (province de Messine) le 6 août 1925, mort à Rome le 26 septembre 1992, est un homme politique italien.
Secrétaire fédéral du Parti communiste italien à Palerme puis à Messine entre 1949 et 1957, il est député national, puis membre de l'Assemblée régionale sicilienne qu'il préside de 1976 à 1979, et député européen.

## Biographie
Vivant à Messine avec sa famille à partir de 1936, il milite aux Jeunesses communistes et étudie la littérature à l'université. Après la libération de l'île, en 1943, il poursuit ses études à Palerme, où il est secrétaire des Jeunes communistes siciliens.
Docteur en philosophie en 1948, Pancrazio De Pasquale est influencé par le penseur marxiste Galvano della Volpe.
En 1949, il devient secrétaire fédéral du Parti communiste italien pour la province de Palerme et participe au mouvement paysan d'occupation des terres incultes. Critique avec Pio La Torre du secrétaire régional Girolamo Li Causi, qui ne soutient pas la lutte paysanne et l'accuse de fractionnalisme il doit faire son autocritique et est écarté de ses fonctions, devant quitter la Sicile pendant deux ans pour une « rééducation idéologique ». En 1952, il épouse Simona Mafai, engagée comme lui dans une carrière au sein du PCI.
Revenu en Sicile fin 1952, il succède en juin 1953 à  Emanuele Tuccari. comme secrétaire fédéral pour la province de Messine jusqu'en 1957 et est élu au conseil municipal de Messine. Il entre à la Chambre des députés lors des élections de 1958 et est réélu en 1963.
Le 6 mars 1967, à la demande des instances du parti, il démissionne du parlement national au profit de Giuseppe Antonio Bottaro afin de remettre de l'ordre dans le groupe parlementaire communiste dont il prend la présidence après son élection par le collège de Messine. Il soutient les initiatives de moralisation de la vie politique régionale, comme l'abrogation du vote secret sur le budget, cause dans les décennies précédentes de plusieurs marchandages partisans et de chutes inattendus de gouvernements.
Réélu en 1971 pour les collèges de Messine et de Palerme, et laissant le second siège à Mario Barcellona, il accepte la mise en œuvre d'un gouvernement de « solidarité autonomiste » réunissant les partis de centre-gauche avec le soutien du PCI. Dirigé à partir de mars 1974 par Angelo Bonfiglio, le gouvernement ne comprend cependant pas de ministres communistes. En revanche, en application de l'accord signé entre le DC et le PCI, il est élu président de l'ARS après les élections régionales de 1976. Il est le premier communiste à ce poste depuis la création de l'Assemblée, et premier président qui ne soit pas issue de la Démocratie chrétienne depuis 1951. Il démissionne le 3 mai 1979 mais n'est pas remplacé par un démocrate chrétien comme initialement convenu lors de son élection, mais par son camarade de parti, Michelangelo Russo.
Il laisse l'Assemblée régionale pour être élu lors des élections européennes de 1979. Il prend la présidence de la Commission des affaires régionales du Parlement européen où il est réélu en 1984. Il tente de convaincre de faire de la lutte contre la mafia une cause européenne et promeut l'ouverture en 1985 d'une enquête sur les détournements de crédits communautaires en Sicile.
Mais, entré en opposition avec la nouvelle direction du parti, il n'est pas sur la liste communiste pour les élections de 1989, et adhère en 1991 au Parti de la refondation communiste après un bref passage par le Parti démocrate de la gauche, successeur officiel du PCI. Sous ces couleurs, il retrouve les bancs de la Chambre des députés en avril 1992 mais meurt en septembre alors qu'il se rend à une réunion de son parti.